# Décembre 2006 en Afrique

## 3 décembre
- Madagascar : élection présidentielle[1]. Selon les résultats provisoires complets publiés par le ministère de l’Intérieur le 10 décembre, le président sortant Marc Ravalomanana a été réélu dès le premier tour avec 54,80 % des voix. Les candidats de l’opposition conteste la légalité de cette élection et ont déposé des recours devant la Haute cour constitutionnelle[2]

## 4 décembre
- Burkina Faso: Joseph Ki-Zerbo, historien et homme politique burkinabè est décédé à Ouagadougou[3].
- Mauritanie : second tour des élections législatives. La Coalition des forces de changement démocratique (CFCD) arrive légèrement en tête avec 41 sièges contre 39 pour le regroupement des indépendants, pour la plupart issus de l'ancien parti au pouvoir et sept pour l’ancien parti au pouvoir, le Parti républicain pour la démocratie et le renouveau[4].
- Tchad, Centrafrique : le président de l’Union africaine et président de la République du Congo Denis Sassou-Nguesso déplorant que « la situation au Darfour rejaillisse toujours de manière négative sur le Tchad et la Centrafrique », a condamné les rébellions militaires présents dans ces deux pays[5].

## 6 décembre
- République démocratique du Congo : Joseph Kabila, président sortant réélu le 29 octobre a prêté serment à Kinshasa[6],[7].

## 9 décembre
- Mali : Ibrahim Boubacar Keïta, président de l'Assemblée nationale et du Rassemblement pour le Mali a annoncé au cours d’un meeting à Bamako sa volonté d’être candidat à l’élection présidentielle de 2007[8].
- Tchad : le Mouvement pour la démocratie et la justice au Tchad (MDJT) a décidé de se dissoudre et de fusionner avec le Front de libération nationale du Tchad (FROLINAT) de l'ancien chef de l’État tchadien, Goukouni Weddeye[9].

## 10 décembre
- Bénin : le président Boni Yayi a lancé les festivités commémoratives de la mort du roi Béhanzin, qui régna de 1890 à 1894 et s’opposa à la colonisation française[10].
- Mali : l’Alliance pour la Démocratie et le Progrès a été créée afin d’apporter leur soutien à une candidature du président Amadou Toumani Touré à l’élection présidentielle de 2007. Elle regroupe 14 partis politiques maliens : l’Adéma-Pasj; le Bdia ; le CNID ; le Miria ; le MPR ; le PCR ; le PDR ; le PIDS ; le PDP ; le RND ; l’UDD ; l’UMP ; l’URD et l’Us-Rda[11].
- Mauritanie : le Forum des organisations nationales de droits humains (FONADH) demande aux autorités de transition mauritanienne le respect des «dispositions contenues dans les différentes déclarations, pactes et conventions internationales en matière de promotion et de protection des droits humains», et notamment le retour organisé des réfugiés mauritaniens se trouvant au Sénégal et au Mali et l’engagement de poursuites judiciaires contre les auteurs présumés des violations de droits humains entre 1987 et 1990, ainsi que l’abolition effective de l’esclavage[12].

## 12 décembre
- Côte d'Ivoire : dans un communiqué, lu par leur porte-parole le colonel Babri Gohourou, les Forces de défenses et de sécurité dénonce la préparation d’un coup d’État devant se dérouler entre le 12 et le 17 décembre[13]. Le lendemain,  Sidi Konaté, porte-parole des Forces nouvelles a dénoncé une « manœuvre politique visant à bloquer le processus politique »[14]
- Côte d'Ivoire : les Forces nouvelles, mouvement rebelle contrôlant le nord de la Côte d’Ivoire, a intercepté un convoi transportant 27 enfants d’origine malienne en partance pour Abidjan afin d’être réduit « en esclavage ». les enfants ont été remis au Consul général du Mali à Bouaké, en présence du Comité international de la Croix-Rouge et de l'UNICEF[15]/
- Éthiopie : la justice a reconnu coupable l’ancien dictateur Mengistu Hailé Mariam et onze autres coïnculpés, de 211 chefs d'inculpation — dont torture, assassinat de l'Empereur Hailé Sélassié Ier, séquestration, spoliation, exécutions sommaires — regroupés en quatre catégories : génocide, homicide, emprisonnement abusif et torture, et confiscation de biens. Mengistu Hailé Mariam, en exil au Zimbabwe, a été jugé par contumace et risque la peine de mort. Ses avocats ont six jours pour présenter des circonstances atténuantes afin d’atténuer sa peine[16].

## 13 décembre
- Burkina Faso : une manifestation, à l'appel du Collectif des organisations démocratiques de masses et de partis politiques (CODMPP) a rassemblé plusieurs centaines de personnes à Ouagadougou pour protester contre le non-lieu prononcé par la justice dans l’affaire de l’assassinat en décembre 1998 du journaliste Norbert Zongo[17].
- Botswana : le tribunal de Lobatse a reconnu aux bushmen le droit de retourner vivre sur leur terre ancestrale dans la Réserve centrale du Kalahari d'où ils avaient été expulsés par le gouvernement en janvier 2002. Cependant le tribunal  n’a pas jugé illégale la décision du gouvernement de mettre fin aux services de base (eau, nourriture...) fournis aux bushmen dans la réserve[18].

## 15 décembre
- Sénégal : le Maire de Ziguinchor et chef de file du courant «Démocratie-Solidarité » Robert Sagna a annoncé officiellement sa candidature à l’élection présidentielle sénégalaise de 2007.

## 17 décembre
- Afrique de l'Ouest : réunis à Bamako, les dirigeants et représentants des partis écologistes d'Afrique de l'Ouest, Rassemblement des écologistes du Burkina, Parti écologique ivoirien, Parti écologiste du Mali, Rassemblement pour un Sahel vert-Parti vert du Niger et Rassemblement des écologistes du Sénégal ont, dans une déclaration, posé les bases d’une Fédération des partis écologistes et verts-Région Afrique de l'Ouest (FéPEV-RAO) dont le Congrès constitutif se réunirait en août 2007 à Abidjan[19]
- Gabon : les élections législatives se sont déroulées sans incident majeur[20] et ont été remportées par le Parti démocratique gabonais (PDG) du président Omar Bongo Ondimba qui a obtenu 80 sièges sur les 120[21].
- Nigeria : Umaru Yar'Adua, gouverneur de l'État de Katsina et proche du président Olusegun Obasanjo, a été désigné candidat du Parti démocratique populaire (PDP) pour l’élection présidentielle de 2007[22].

## 18 décembre
- Burkina Faso : au cours de la cérémonie d'ouverture de la dixième conférence des ambassadeurs et consuls généraux, le président Blaise Compaoré a dénoncé les  effets pervers d'« une mondialisation sans idéal humain, d'un marché générateur d'aliénation nouvelle, d'un effritement de la solidarité internationale, nourri à la source de l'individualisme et de l'égoïsme des nations » et, condamnant le terrorisme, il a affirmé que « l'important reste de s'attaquer à ses germes et causes profondes qui sont la misère, les inégalités, les exclusions, les déviances éducationnelles, l'intolérance religieuse et les injustices historiques »[23].

## 19 décembre
- Côte d'Ivoire : le président Laurent Gbagbo, dans un discours à la nation diffusé par la télévision publique, a proposé aux Forces nouvelles « l’instauration, en vue du désarmement et de la réunification du pays, d'un dialogue direct ». Il propose également la suppression de la « zone de confiance », zone démilitarisée entre le nord contrôlé par les Forces nouvelles et le sud du pays, l’instauration d’un service civique national et une amnistie générale. L’après-midi même, la garde républicaine avait empêché l’entrée des représentants des Forces nouvelles à la première réunion du groupe de travail sur le désarmement[24].
- Sénégal : la Coalition Alternative 2007, regroupant 10 partis politiques de l’opposition a désigné Moustapha Niasse, chef de l'Alliance des forces de progrès (AFP) et ancien Premier ministre comme candidat pour l’élection présidentielle de 2007[25].

## 20 décembre
- Burkina Faso : des troubles ont eu lieu à Ouagadougou provoqués par des soldats du Camp Guillaume Ouédraogo contre la police à la suite d'une rixe opposant soldats et éléments de la Compagnie républicaine de sécurité qui a fait un mort, côté militaire. Des soldats ont occupé les rues de la capitale, tirant en l’air avec des armes légères. Les sommets de la Communauté économique des États de l'Afrique de l'Ouest (CEDEAO) et de l'Union économique et monétaire ouest-africaine (UEMOA) prévus vendredi et samedi à Ouagadougou ont été annulés[26]. Deux policiers et trois soldats ont été tués et plusieurs autres, ainsi que des civils, ont été blessés[27]. Selon des sources proches de la gendarmerie, 614 prisonniers se sont échappés de la Maison d'arrêt et de correction de Ouagadougou dont les grilles ont été défoncées par des militaires. Parmi les évadés, un a été abattu, cinq grièvement blessés et 21 autres rattrapés[28].
- Liberia : le Conseil de sécurité des Nations unies  a adopté à l’unanimité une résolution prolongeant pour 12 mois l’embargo sur les armes et pour 6 mois l’embargo sur les diamants tout en se félicitant des progrès réalisés par le gouvernement libérien dans la reconstruction du pays et l’implication dans le processus international de certification des diamants, dit processus de Kimberley[29].
- Somalie : des combats violents entre miliciens islamistes qui contrôlent la majeure partie du pays et l’armée loyaliste ont éclaté au sud de Baidoa.

## 21 décembre
- Ghana : le National democratic congress (NDC, Congrès national démocratique), principal parti de l’opposition, a désigné l’ancien vice-président John Atta-Mills candidat à l’élection présidentielle de 2008[30].

## 22 décembre
- Guinée : le président Lansana Conté a procédé à un remaniement ministériel en remplaçant notamment Aboubacar Sylla, ministre de l’Information qui avait dénoncé publiquement la corruption et le détournement de fonds public par Boubacar Yacine Diallo, précédemment président du Conseil national de la communication. Fodé "Chapeau" Touré devient ministre de la Sécurité en remplacement d’Ibrahima Dieng, récemment décédé[31].

## 23 décembre
- Nigeria : le président Olusegun Obasanjo a retiré tous les droits et privilèges dont jouissait Atiku Abubakar en sa qualité de vice-président alors que la veille, le Parti démocratique populaire (PDP, au pouvoir) a déclaré ce poste vacant. Atiku Abubakar, en vacances aux États-Unis, a dénoncé cette destitution et appelé les Nigérians à la considérer comme un coup d’État contre la constitution[32].Le 20 février 2007, la Cour d’appel d’Abuja considérant que « Selon la Constitution, le Chef de l'État n'a pas le pouvoir de déclarer vacante la fonction de vice-président », juge illégale cette destitution[33].
- Mali : Soumeylou Boubèye Maïga a confirmé qu’il serait candidat à  l’élection présidentielle de 2007[34]
- Somalie, Éthiopie : l’Union des tribunaux islamiques dénoncent l’intervention militaire de l’Éthiopie et appelle les musulmans à se joindre à la guerre sainte[35].

## 24 décembre
- Mali : Cheick Oumar Sissoko, ministre de la Culture et président du parti Solidarité africaine pour la démocratie et l'indépendance (Sadi), tout en condamnant  les méthodes déloyales des pays industrialisés qui s'enrichissent toujours plus alors que le sud s'appauvrit, a annoncé que son parti présentera un candidat à l’élection présidentielle de 2007[36]
- Somalie, Éthiopie : les combats entre l’armée loyaliste et les miliciens islamistes s’étendent au centre du pays[37]. Berhan Hailu, ministre éthiopien de l’Information a reconnu pour la première fois l’intervention de son pays au côté des forces loyalistes. Des raids aériens ont été déclenchés contre les miliciens en plusieurs points du pays[35].
- Tchad : un accord de paix a été signé à Tripoli entre le chef de l’État Idriss Déby Itno et le chef rebelle Mahamat Nour sous l’égide du président libyen Mouammar Kadhafi[38].

## 27 décembre
- Mauritanie : L’ancien chef d’État Mohamed Khouna Ould Haidalla qui avait dirigé le pays de 1980 à 1984 et avait été renversé par Maaouiya Ould Taya, et le journaliste Brahim Ould Abdallahi ont annoncé leur candidature pour l’élection présidentielle de 2007[39].

## 28 décembre
- République démocratique du Congo : Vital Kamerhe, secrétaire général du Parti du peuple pour la reconstruction et la démocratie (PPRD) a été élu jeudi président du bureau définitif de l'Assemblée nationale[40]
- Somalie : les troupes gouvernementales et éthiopiennes sont entrées dans la capitale Mogadiscio. Les miliciens de l’Union des tribunaux islamiques avaient annoncé le matin leur retrait de la capitale[41].

## 30 décembre
- République démocratique du Congo : Antoine Gizenga a été nommé Premier ministre par le président Joseph Kabila[42].
- Sénégal : Oumar Lamine Badji, président du Conseil régional de Ziguinchor et membre du Comité directeur du Parti démocratique sénégalais (PDS), a été tué par des hommes armés se réclamant du Mouvement des forces démocratiques de Casamance (MFDC)[43].